# 1501
Cette page concerne l'année 1501  du calendrier julien.  Pour le nombre 1501, voir 1501 (nombre).
L'année 1501 est une année commune qui commence un vendredi.

## Asie
- 12 mars : le séfévide Ismail bât et tue le shah du Shirvan[1]. Il entre dans Tabriz et s'empare de l'Azerbaïdjan. Il se proclame shah et déclare le chiisme duodécimain religion officielle.
- Mai : Bâbur est chassé de Samarcande par le khan des Uzbek Muhammad Shaybânî.
- Inde : Âgrâ devient la capitale de Sinkandar Lodi, sultan de Delhi[2].

## Afrique
- Janvier-avril : règne de Tuman bey, sultan mamelouk burjite d’Égypte[3].
- 20 avril : début du règne de Qânsûh Ghaurî, sultan mamelouk burjite d’Égypte (fin en 1516)[4].
- Afrique occidentale : Askia Mohammed s’empare de l’empire du Mali, alors réduit à un petit territoire vassal de l’empire songhaï[5]. Il mène ensuite la guerre sainte contre le roi animiste Nasséré du pays Mossi.

## Explorations européennes outremer et Amérique

### Explorations expagnoles
- 30 mars[6], Amérique : Rodrigo de Bastidas et Juan de la Cosa découvrent l'embouchure de la Magdalena[7]. Ils explorent la côte colombienne depuis le golfe de Maracaibo jusqu’au golfe d'Urabá.

### Explorations portugaises
- 13 mai[8] : le gouvernement portugais envoie une flotte dirigée par Gonçalo Coelho accompagné d'Amerigo Vespucci pour effectuer la reconnaissance des côtes du Brésil. Ils rapportent en Europe (1502) le bois de brasil (bois de brésillet) qui produit une teinture rouge qui sera très prisée et qui donnera son nom au nouveau territoire. Amerigo Vespucci prend conscience que le continent n’est pas l’Asie[9].
- 15 mai, Lisbonne : départ de l'expédition de Miguel et Gaspar Corte-Real vers  Terre-Neuve, le Labrador et le Groenland[10].

- 17 août : Gonçalo Coelho et Amerigo Vespucci débarquent au Rio Grande do Norte, puis longent la côte vers le Sud[9].
- 16 septembre : instruction des souverains espagnols au gouverneur des Indes occidentales Nicolás de Ovando. Ils autorisent l'introduction d'esclaves noirs en Amérique[11].
- 1er novembre : l'expédition de Gonçalo Coelho atteint la baie de Tous les Saints[9].

## Europe

### Événements non politiques
- sd : Éruption du Vésuve, la dernière avant 1632[12].
- 28 juillet : crue du Rhône à Lyon[13].

### France (règne de Louis XII)
- 10 juillet : l'édit de Lyon crée le Parlement d'Aix[14], qui rend ses arrêts en français[15].
- 13 juillet : arrêt du Parlement de Paris abolissant les confréries professionnelles[16].[pas clair]
- 26 septembre : Louis XII expulse les Juifs de Provence qui ne veulent pas se convertir[17]. Quelques-uns partent dans le comtat Venaissin, la plupart en Italie ou en Orient.
- 12 octobre : le roi de France soutient les vaudois de Provence contre les autorités locales (1501-1509)[18].

### Péninsule italienne (pontificat d'Alexandre VI)
- 22 avril : prise de Faenza par César Borgia, fils du pape, qui devient duc de Romagne[19].

#### Troisième guerre d'Italie
Après avoir pris le contrôle du duché de Milan en 1500 (deuxième guerre d'Italie), Louis XII lance son armée vers le royaume de Naples, en accord avec Ferdinand II d'Aragon, qui envoie aussi des troupes. C'est la deuxième offensive française vers Naples, après celle de Charles VIII (première guerre d'Italie).
- 1er juin : départ des troupes françaises de Parme
- 25 juin : arrivée des troupes françaises devant Rome ; Alexandre VI déchoit Frédéric Ier de ses droits sur le royaume de Naples, fief du Saint-Siège[réf. nécessaire], et le partage entre la France et l'Espagne (conformément au traité franco-aragonais de 1500).
- 24 juillet : prise de Capoue par Bérault Stuart d'Aubigny[19].
- 19 août : chute de Naples. La France et l'Aragon se partagent le royaume. En compensation, Frédéric Ier est fait duc d'Anjou[19].

#### Guerre vénéto-ottomane
- 15 août : les Turcs prennent Durazzo, possession de la république de Venise[21].

### Castille et Aragon (règne d'Isabelle de Castille et de Ferdinand II d'Aragon)
- 12 janvier, Castille : cédule royale accordant le droit de possession des pâturages aux éleveurs de moutons[22].
- 19 juillet : mort de l'infant Miguel de la Paz, petit-fils des Rois catholiques ; la succession passe à sa tante Jeanne de Castille, épouse de Philippe le Beau, souverain des Pays-Bas bourguignons et fils de Maximilien d'Autriche.
- 20 juillet : conversion forcée des mudéjares du royaume de Grenade  et du royaume de Castille (12 février 1502), qui deviennent les chrétiens morisques[23].
- 3 novembre : Jeanne de Castille et Philippe le Beau quittent Bruxelles pour l'Espagne[24] afin d'être reconnus par les Cortes du royaume de Castille et par ceux du royaume d'Aragon comme héritiers présomptifs des Rois catholiques.
- 14 novembre : Catherine d'Aragon, fille des Rois catholiques, épouse le prince héritier du royaume d'Angleterre, Arthur Tudor[25].

### Saint-Empire (règne de Maximilien d'Autriche)
- 28 novembre : Marguerite, fille de Maximilien d'Autriche et de Marie de Bourgogne (morte en 1482), épouse par procuration Philibert II de Savoie[26].
- sd : La régence de Basse-Autriche est transformée en institution permanente[27] : le gouvernement siège à Linz, la Chambre des comptes et le Conseil aulique à Vienne, la Chambre de la cour à Wiener Neustadt.

### Confédération des cantons suisses
Ayant acquis une quasi indépendance par rapport au Saint-Empire en 1500, la Confédération des VIII cantons suisses attire de nouveaux membres :
- 8 juin : le canton de Bâle
- 8 août : le canton de Schaffhouse[28].

### Angleterre (règne de Henri VII)
- Août : échec d'une tentative de complot yorkiste de Richard de la Pole malgré le soutien du roi de France Louis XII[29]. Edmond, comte de Suffolk, et son frère Richard de la Pole, prétendants à la couronne d’Angleterre se réfugient sur le continent auprès de Maximilien[30].
- 14 novembre : Catherine d'Aragon, fille des Rois catholiques, épouse le prince héritier Arthur Tudor[25].

### Danemark (règne de JeanIer), Suède (en rébellion contre le Danemark)
- 24 janvier : révolte de la noblesse de Suède contre Jean Ier de Danemark[31]. Sa femme Christine de Saxe est chassée de Stockholm. Sten Sture l'Ancien revient de Finlande à la tête d'un groupe de Dalécarliens.
- 29 juillet : Sten Sture l'Ancien est réélu régent de Suède[32].

### Pologne (Jean Albert Jagellon) et Lituanie (Alexandre Jagellon)
- 17 juin : mort de Jean Ier Albert, roi de Pologne.
- sd : son frère Alexandre Ier Jagellon, grand-duc de Lituanie, est élu pour lui succéder (fin de règne en 1506)[33].
- 23 octobre : il rétablit l’union polono-lituanienne par l’union de Mielnik (pl)[34].

## Naissances en 1501
- 17 janvier : Leonhart Fuchs, botaniste suisse († 10 mai 1566).
- 25 janvier : Jean Oporin, imprimeur, latiniste et humaniste suisse († 6 juillet 1568).

- 24 février : Claude d'Urfé, gouverneur général et Bailli du Forez († 12 novembre 1558).

- 23 mars : Pierandrea Mattioli, médecin et botaniste italien († 1577).

- 6 mai : Marcel II (Marcello Cervini), 222e pape de l'Église catholique († 30 avril 1555, après 21 jours de pontificat).
- 17 mai : Stanislas de Mazovie, duc polonais de la dynastie des Piast († 8 août 1524).

- 20 juin : Clemente d'Olera, cardinal italien († 6 janvier 1568).
- 23 juin : Perin del Vaga, peintre italien († 19 octobre 1547).
- 26 juin : Jo Sik, philosophe néoconfucianiste coréen († 8 février 1572).

- 18 juillet : Isabelle d'Autriche, troisième des six enfants de Philippe le Beau et de Jeanne de Castille († 19 janvier 1526).

- 1er août : Johann Glandorp, théologien allemand († 22 février 1564).

- 18 septembre : Henry Stafford , baron Stafford et comte Stafford († 30 avril 1563).
- 24 septembre : Jérôme Cardan, savant italien, le (voir De propria vita, liber, Caput III) († 21 septembre 1576).
- 26 septembre : Gabriel de Saluces, dernier marquis de Saluces († 29 juillet 1548).

- 4 novembre : Pietro Bertani, cardinal italien († 8 mars 1558).
- 14 novembre : Anne d'Oldenbourg, régente du comté de Frise orientale († 24 septembre 1575).

- 2 décembre : Barnim IX de Poméranie, corégent de Poméranie († 2 novembre 1573).

- Date précise inconnue :
- Antoine, métropolite de Moscou et de toute la Russie († 1581).
- Girolamo da Carpi, peintre de l'école de Bologne et architecte italien († 1er août 1556).
- Dirk Crabeth, peintre de vitraux néerlandais († 1574).
- Theodore Fabricius, théologien allemand († 1559).
- Jean Goëvrot, chirurgien français († 1552).
- David Joris, prédicateur protestant anabaptiste antitrinitaire et révolutionnaire († 25 août 1556).
- Naitō Kiyonaga, samouraï de la période Sengoku († 17 septembre 1564).
- Braccio Martelli, évêque catholique italien († 17 août 1560).
- Jean VI d'Oldenbourg, prince de la maison d'Oldenbourg († 4 septembre 1548).
- Garcia de Orta, médecin et botaniste portugais († 1568).
- Photisarath, roi du Lan Xang, dans l'actuel Laos († 1547).
- Niccolò Ridolfi, cardinal italien († 31 janvier 1550).
- Mitsuyori Tada, samouraï de l'époque Sengoku († 1563).
- Samrat Hem Chandra Vikramaditya, empereur hindou († 5 novembre 1556).
- Wang Guxiang, peintre chinois († 1568).
- Wen Jia, peintre chinois († 1583).
- Jodocus Willich, médecin et humaniste allemand († 12 novembre 1552).
- Yi Hwang, un des principaux érudits néoconfucianistes de la Corée de la période Joseon  († 1570).

## Décès en 1501
- 1er février : Olivier de la Marche, maître d’hôtel du duc de Bourgogne.
- 22 mai : Robert Gaguin, humaniste français (né v. 1425)[35].
- 17 juin : Jean Ier Albert Jagellon, roi de Pologne (° 1459).